# هانس یورگن گوندلاخ
هانس یورگن گوندلاخ (انگلیسی: Hans-Jürgen Gundelach؛ زادهٔ ۲۹ نوامبر ۱۹۶۳) بازیکن فوتبال اهل آلمان است.
از باشگاه‌هایی که در آن بازی کرده‌است می‌توان به باشگاه فوتبال آینتراخت فرانکفورت و باشگاه ورزشی وردر برمن اشاره کرد.
وی همچنین در تیم ملی فوتبال زیر ۲۱ سال آلمان بازی کرده‌است.